# Jet Li
Pour les articles homonymes, voir Li.
Jet Li, de son vrai nom Li Lianjie (chinois simplifié : 李连杰 ; chinois traditionnel : 李連杰 ; pinyin : Lǐ Liánjié), est un acteur, producteur et pratiquant d'arts martiaux singapourien, né le 26 avril 1963 à Pékin (Chine).
Il commence sa carrière à l'étranger en 1998 avec L'Arme fatale 4, Roméo doit mourir en 2000 ou encore Le Baiser mortel du dragon (2001). Il continue également à tourner dans des films chinois. En 2010, il est à l'affiche de Expendables : Unité spéciale (The Expendables), et en 2020, ainsi que Mulan. Il a également remporté plusieurs compétitions de wushu.

## Biographie

### Enfance et formation
Jet Li pratique les arts martiaux chinois dès son plus jeune âge.
En 1971, il entre à l'école d'athlétisme Shichahai, où il intègre l'équipe d'arts martiaux.
En 1975, lors des troisièmes Jeux nationaux de Chine, dans la catégorie des arts martiaux, désignant alors la lance et la boxe, il finit deuxième, puis gagne cinq fois d'affilée le titre de champion national chinois de Wushu, dans les disciplines du Chang quan (长拳), du sabre (刀术), de la lance (枪术), boxe de son choix (自选拳术), combat (对练), etc.
Il accompagne alors certaines visites officielles chinoises à l'étranger. Après avoir participé à une démonstration sur la pelouse de la Maison-Blanche, devant le président Richard Nixon, aux États-Unis, ce dernier lui demande s'il veut devenir son garde du corps plus tard. Li Lianjie dit qu'il ne veut devenir le garde du corps de personne en particulier, qu'il préfère défendre son milliard de compatriotes.

### Carrière
À 16 ans en 1979, Jet Li fait ses débuts au cinéma dans la série des Temple Shaolin qui est immédiatement un succès national en Chine. Artiste martial surdoué, doté d'une maîtrise technique impressionnante, perfectionniste et travailleur, il est souvent comparé, à tort ou à raison, à Bruce Lee. En effet, Jet Li apparaît comme n'étant « que » pratiquant tandis que Bruce Lee a créé son propre style, le jeet kune do, par de constantes recherches théoriques et pratiques.
Il va devenir célèbre à l'étranger en travaillant avec Tsui Hark sur la série des Il était une fois en Chine en 1991, où il fait la démonstration de son art du combat. Il tournera d'ailleurs une nouvelle version du film de Bruce Lee : La Fureur de vaincre.
Repéré par Hollywood, il va se faire connaître aux États-Unis et en Europe dans un rôle de méchant dans L'Arme fatale 4, en 1998. Il va ensuite tourner d'autres films occidentaux, notamment avec Luc Besson comme producteur et cinéaste, mais continue parallèlement à tourner en Chine, avec le réalisateur Zhang Yimou, et dans la province de Hong Kong.
Dans les années 2000, il joue dans Roméo doit mourir, Danny the Dog, The One, Rogue : L'Ultime Affrontement, En sursis et Le Maître d'armes.
En 2010, il tient le rôle de Yin Yang dans Expendables : Unité spéciale aux côtés de Sylvester Stallone et Jason Statham. Il est de nouveau au casting des suites Expendables 2 : Unité spéciale et Expendables 3.

### Vie privée
Depuis 1999, Jet Li est marié à Nina Li Chi qu'il a rencontrée sur le tournage de The Defector avec laquelle il a deux filles : Jane (née en 2000) et Jada (née en 2003).
En 2004, lors du tsunami en Indonésie, en vacances, surpris par la vague, il est sauvé in-extremis par des pêcheurs.
En 2013, il est révélé que l'acteur souffre d'une hyperthyroïdie. Il explique fin 2013 à la télévision chinoise qu'il se bat depuis 2010 contre cette maladie,.

## Filmographie

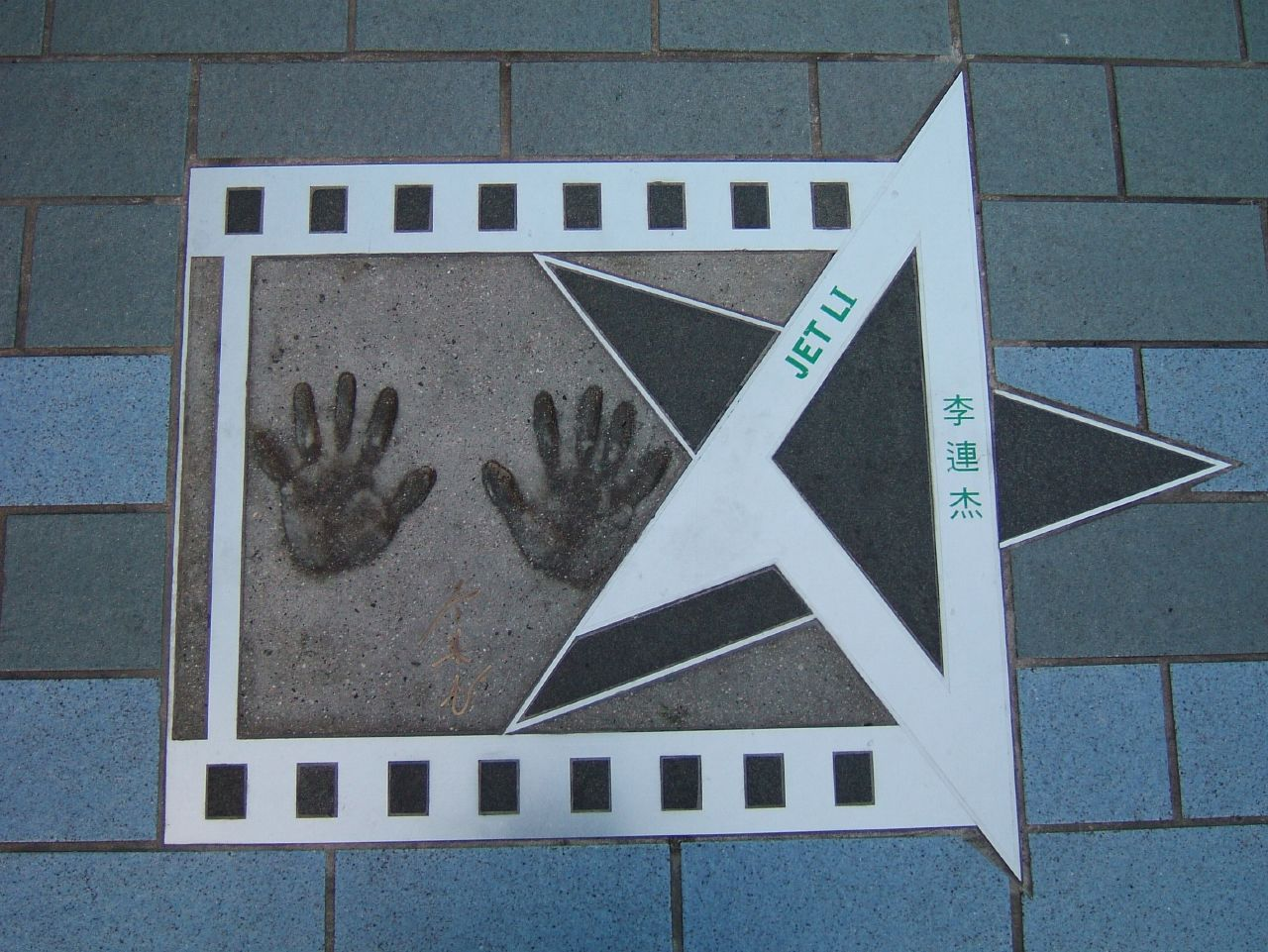
Empreintes sur l'Avenue des Stars, à Hong Kong.

- 1982 : Le Temple de Shaolin de Chang Hsin Yen (zh) (en mandarin, Zhang Xinyan)
- 1984 : Les Héritiers de Shaolin de Chang Hsin Yen (zh) (en mandarin, Zhang Xinyan)
- 1986 : Born to defense de Jet Li
- 1986 : Les Arts martiaux de Shaolin de Liu Chia-liang
- 1989 : Dragon Fight de Billy Tang
- 1989 : The Master de Tsui Hark
- 1991 : Il était une fois en Chine de Tsui Hark
- 1992 : Il était une fois en Chine 2 : la secte du lotus blanc de Tsui Hark
- 1992 : Swordsman 2 de Ching Siu-tung et Stanley Tong
- 1993 : Il était une fois en Chine 3 : le tournoi du Lion de Tsui Hark
- 1993 : Evil Cult de Wong Jing
- 1993 : Claws of Steel de Wong Jing et Yuen Woo-ping
- 1993 : La Légende de Fong Sai-Yuk de Corey Yuen
- 1993 : La Légende de Fong Sai-Yuk 2 de Corey Yuen
- 1993 : Tai-Chi Master de Yuen Woo-ping
- 1994 : The Defender de Kazuya Konaka et Corey Yuen
- 1994 : Fist of Legend de Gordon Chan
- 1994 : La Légende du dragon rouge de Wong Jing et Corey Yuen
- 1995 : Meltdown, terreur à Hong Kong de Wong Jing et Corey Yuen
- 1995 : Agent spécial de Corey Yuen
- 1996 : Dr. Wai de Ching Siu-tung
- 1996 : Black Mask de Daniel Lee
- 1997 : Il était une fois en Chine 6 : Dr Wong en Amérique de Sammo Hung
- 1998 : Hitman de Stephen Tung Wei
- 1998 : L'Arme fatale 4 de Richard Donner
- 2000 : Roméo doit mourir de Andrzej Bartkowiak
- 2001 : Le Baiser mortel du dragon de Chris Nahon
- 2001 : The One de James Wong
- 2002 : Hero de Zhang Yimou
- 2003 : En sursis ou Un pied dans la tombe de Andrzej Bartkowiak
- 2005 : Danny the Dog de Louis Leterrier
- 2006 : Le Maître d'armes de Ronny Yu
- 2007 : Rogue : L'Ultime Affrontement de Phillip G. Atwell
- 2007 : Les Seigneurs de la guerre de Peter Chan
- 2008 : Le Royaume interdit de Rob Minkoff
- 2008 : La Momie : La Tombe de l'empereur Dragon de Rob Cohen
- 2009 : The Founding of a Republic de Han Sanping (en) et Huang Jianxin (cameo)
- 2010 : Expendables : Unité spéciale de Sylvester Stallone
- 2010 : Ocean Heaven de Xiao Lu Xue
- 2011 : Le Sorcier et le Serpent blanc de Ching Siu-tung
- 2011 : Dragon Gate, la légende des Sabres volants de Tsui Hark
- 2012 : Expendables 2 : Unité spéciale de Simon West
- 2013 : Badge of Fury de Tsz Ming Wong
- 2014 : Expendables 3 de Patrick Hughes
- 2016 : League of Gods de Koan Hui
- 2017 : Guardians of Martial Arts de Wen Zhang
- 2020 : Mulan de Niki Caro

## Jeux vidéo
- Rise to Honour (2003) : Kit Yun (voix et capture de mouvement)

## Distinctions

### Nominations
- 1999 : MTV Movie + TV Awards du meilleur méchant dans un thriller d'action pour L'Arme fatale 4 (1998).
- 2001 : MTV Movie + TV Awards du meilleur combat dans un thriller d'action pour Roméo doit mourir (2000).
- 2002 : MTV Movie + TV Awards du meilleur combat dans un thriller d'action pour The One (2001).
- 2003 : MTV Movie + TV Awards du meilleur combat dans un drame d'action pour En sursis (2003).
- 2007 : People's Choice Awards de la star masculine d'action préférée.
- 2007 : Hong Kong Film Awards du meilleur acteur dans un drame biographique pour Le Maître d'armes (2006).
- 2007 : Hong Kong Film Awards du meilleur film pour Le Maître d'armes (2006).
- 2007 : Hundred Flowers Awards du meilleur acteur dans un drame biographique pour Le Maître d'armes (2006).
- 2008 : Hundred Flowers Awards du meilleur dans un drame d'action pour Les Seigneurs de la guerre (2007).
- 2008 : Asian Film Awards du meilleur acteur dans un drame d'action pour Les Seigneurs de la guerre (2007).
- 2008 : Golden Horse Film Festival du meilleur acteur dans un drame d'action pour Les Seigneurs de la guerre (2007).

### Récompenses
- Golden Horse Film Festival and Awards 2005 : Lauréat du Prix Spécial du meilleur acteur.
- 2008 : Shanghai Film Critics Awards du meilleur acteur dans un drame d'action pour Les Seigneurs de la guerre (2007).
- 2008 : Hong Kong Film Awards du meilleur acteur dans un drame d'action pour Les Seigneurs de la guerre (2007).
- 2008 : Hong Kong Film Critics Society Awards du meilleur acteur dans un drame d'action pour Les Seigneurs de la guerre (2007).
- Golden Phoenix Awards 2009 : Lauréat du Prix Spécial pour sa contribution au monde du cinéma.

## Voix françaises
En France, Pierre-François Pistorio est la voix française régulière de Jet Li. Franck Capillery l'a doublé à quatre reprises.

## Philanthropie

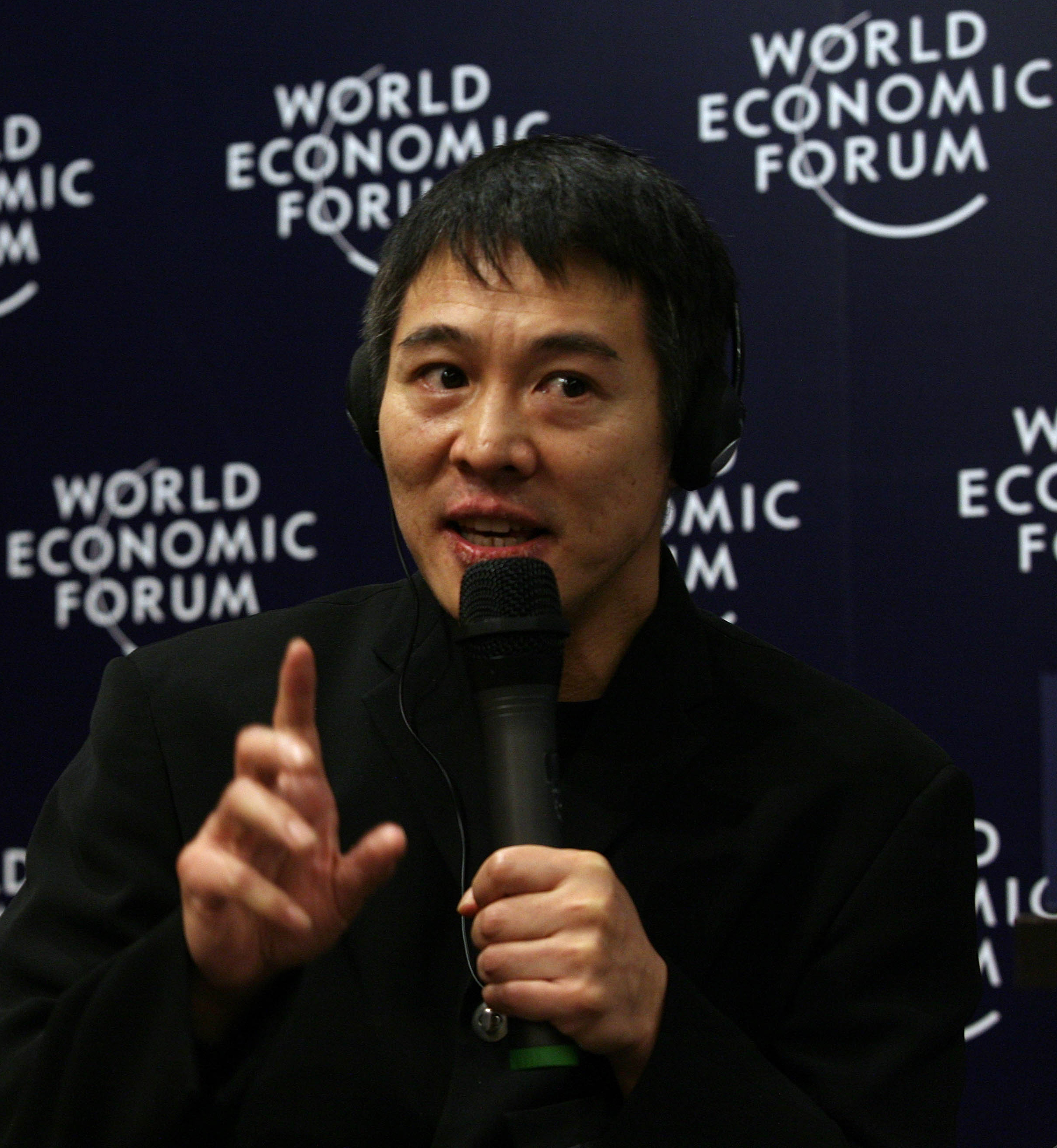
Jet Li au forum économique mondial

Li est un ambassadeur philanthrope de la Croix-Rouge chinoise depuis janvier 2006. Il a versé 500 000 yuan (62 500 USD) provenant des revenus gagnés avec son film Le Maître d'armes à la section psychologique de la Croix Rouge.
Touché par son expérience aux Maldives durant le tsunami en 2004 où il faillit perdre une de ses filles, il crée The One Foundation, sa propre fondation à but non lucratif en avril 2007,.
The One Foundation, en collaboration avec la Croix rouge, soutient l'aide internationale aux victimes de grandes catastrophes, ainsi que des actions d'information ou de prévention au sujet de la santé mentale ou du suicide. Fin 2008, Li et sa fondation étaient intervenus dans sept catastrophes, incluant le tremblement de terre du Sichuan.